# Paul Richter
Paul Richter (født 28. august 1875 i Brasov - død 16. april 1950 i Cristian, Rumænien) var en rumænsk komponist, pianist, organist og dirigent.
Richter der var af tysk afstamning, studerede som barn klaver og orgel og harmonilærer på sin hjemegn privat. Herefter forsatte han sine studier i Leipzig på Musikkonservatoriet hos bl.a. Carl Reinecke i komposition og Arthur Nikisch i direktion.
Han har skrevet 6 symfonier, orkesterværker, kammermusik, vokalværker, og værker for mange instrumenter etc.
Richter fik efter sin hjemkomst fra Tyskland til sin hjemegn Brasov succes som koncertpianist, kammermusiker og dirigent.

## Udvalgte værker
- Symfoni nr. 1 (i E-mol) (1905, Rev. 1917) - for orkester
- Symfoni nr. 2 (i G-mol) (1907) - for orkester
- Symfoni nr. 3 (i G-mol) (1926) - for orkester
- Symfoni nr. 4 (i A-mol) (1933) - for orkester
- Symfoni nr. 5 (i D-dur) (1936) - for orkester
- Symfoni nr. 6 (i G-dur) (1946–1949) - for orkester